# Yelena Osipova (ativista russa)
Yelena Andreyevna Osipova (nascida em 11 de novembro de 1945)  é uma artista e ativista política de São Petersburgo.   Ela se popularizou na mídia como "avó da paz" quando foi presa por protestar contra a invasão russa da Ucrânia em 2022.  

## Vida
Os pais de Osipova eram sobreviventes do cerco de Leningrado, mas o resto de sua família morreu.  Sua avó já havia trabalhado como segurança no Museu Russo. Osipova estudou na Tavricheskaya Art School. 
Osipova é conhecida por participar de protestos públicos, com cartazes que ela mesma faz. Ela tem um estilo artístico distinto, gentil e fluido, mas também ousado e às vezes parecido com um desenho animado, muitas vezes retratando os horrores fantasmagóricos infligidos pela violência do estado. Uma de suas exposições foi descrita como "um porão aconchegante com imagens desconfortáveis". Incluía um pôster, mostrando uma mãe com um bebê morto. A pintura era sobre um menino tadjique chamado Umarali Nazarov, que morreu em São Petersburgo depois de ser tirado à força de sua mãe.  Ela começou a protestar publicamente em 2002, contra as ações do governo russo durante a crise dos reféns no teatro de Moscou, que levou à morte de mais de 100 reféns. Ela também fez cartazes sobre o cerco à escola de Beslan em 2004. 
Em 2 de março de 2022, Osipova estava entre os presos em São Petersburgo por protestar contra a invasão russa da Ucrânia.  As imagens de sua prisão foram amplamente compartilhadas nas redes sociais.  Em 24 de março de 2022, ela disse ao editor da BBC para a Rússia, Steve Rosenberg, que "depois que a Rússia atacou a Ucrânia, ela ficou tão chocada que não comeu por três dias. Então, cheia de raiva, ela saiu às ruas para protestar". 